# Forcipomyia theobromae
Forcipomyia theobromae är en tvåvingeart som beskrevs av Jean-Jacques Kieffer 1912. Forcipomyia theobromae ingår i släktet Forcipomyia och familjen svidknott.
Artens utbredningsområde är Sri Lanka. Inga underarter finns listade i Catalogue of Life.